# Rzymsko BG
Rzymsko BG (d. Rzymsko-Kolonia) – wieś w Polsce położona w województwie wielkopolskim, w powiecie tureckim, w gminie Dobra.
Dla uporządkowania nazw nowych osad, powstałych w XIX wieku (kolonii) władza wprowadziła oznaczenia literowe dla poszczególnych części Rzymska. Dodano następujące litery po nazwie zasadniczej: A, B, D, G. Jeszcze przed II wojną światową wyodrębniono także miejscowość Rzymsko BG. Mieszkańcy wsi stosują swoiste wyjaśnienie tej nazwy - ma to być Rzymsko Bliżej Głuchowa, od czego pochodzi skrót BG.
W latach 1975–1998 miejscowość administracyjnie należała do województwa konińskiego.